# Olympische Winterspiele 1952/Teilnehmer (Kanada)
| Gelbes Symbol für Goldmedaillen mit stilisierten Olympischen Ringen | Graues Symbol für Silbermedaillen mit stilisierten Olympischen Ringen | Braundes Symbol für Bronzemedaillen mit stilisierten Olympischen Ringen |
| ------------------------------------------------------------------- | --------------------------------------------------------------------- | ----------------------------------------------------------------------- |
| 1                                                                   | —                                                                     | 1                                                                       |

Kanada nahm an den VI. Olympischen Winterspielen 1952 in der norwegischen Hauptstadt Oslo mit einer Delegation von 39 Athleten in sechs Disziplinen teil, davon 31 Männer und 8 Frauen. Die Athleten gewannen insgesamt eine Gold- und eine Bronzemedaille. Die Goldmedaille wurde von der Eishockeymannschaft gewonnen, die Bronzemedaille gewann Gordon Audley im Eisschnelllauf über 500 Meter.
Fahnenträger bei der Eröffnungsfeier war Gordon Audley.

## Teilnehmer nach Sportarten

### Eishockey
Männer
| - Eric Paterson - Ralph Hansch - John Davies - Don Gauf - Bob Meyers - Tom Pollock - Al Purvis - Billy Gibson | - David Miller - George Abel - Billie Dawe - Robert Dickson - Gordon Robertson - Louis Secco - Francis Sullivan - Bob Watt |

- Gold

### Eiskunstlauf
Männer
- Peter Firstbrook
5. Platz (173,122)

Frauen
- Vera Smith
13. Platz (138,220)

- Marlene Smith
9. Platz (143,289)

- Suzanne Morrow
6. Platz (149,333)

Paare
- Frances Dafoe & Norris Bowden
5. Platz (10,489)

### Eisschnelllauf
Männer
- Ralf Olin
500 m: 30. Platz (46,5 s)
1500 m: 29. Platz (2:29,3 min)
5000 m: 25. Platz (8:54,2 min)
10.000 m: 21. Platz (18:22,8 min)

- Craig MacKay
500 m: 15. Platz (44,9 s)
1500 m: 16. Platz (2:25,0 min)
5000 m: 23. Platz (8:52,5 min)
10.000 m: 24. Platz (18:27,4 min)

- Frank Stack
500 m: 12. Platz (44,8 s)

- Gordon Audley
500 m: Bronze  (44,0 s)

### Ski Alpin
Männer
- André Bertrand
Abfahrt: 41. Platz (2:56,0 min)
Riesenslalom: 36. Platz (2:49,3 min)
Slalom: 25. Platz (2:13,2 min)

- John Griffin
Abfahrt: 32. Platz (2:52,2 min)
Riesenslalom: 37. Platz (2:49,9 min)
Slalom: Im Vorlauf ausgeschieden

- George Merry
Slalom: Im Vorlauf ausgeschieden

- Gordon Morrison
Abfahrt: 31. Platz (2:51,1 min)
Riesenslalom: 46. Platz (2:54,2 min)

- Robert Richardson
Abfahrt: 18. Platz (2:43,2 min)
Riesenslalom: 34. Platz (2:48,2 min)
Slalom: 26. Platz (2:13,8 min)

Frauen
- Joanne Hewson
Abfahrt: 8. Platz (1:51,3 min)
Riesenslalom: 30. Platz (2:23,9 min)
Slalom: 13. Platz (2:19,9 min)

- Rosemarie Schutz
Abfahrt: 14. Platz (1:54,6 min)
Riesenslalom: 23. Platz (2:19,7 min)
Slalom: 37. Platz (3:08,9 min)

- Lucille Wheeler
Abfahrt: 27. Platz (1:59,5 min)
Riesenslalom: 27. Platz (2:22,2 min)
Slalom: 26. Platz (2:28,4 min)

- Rhoda Wurtele-Eaves
Abfahrt: 20. Platz (1:56,4 min)
Riesenslalom: 9. Platz (2:14,0 min)
Slalom: 19. Platz (2:21,9 min)

### Skilanglauf
Männer
- Jacques Carbonneau
18 km: 70. Platz (1:17:37 h)

- Claude Richer
18 km: 52. Platz (1:13:17 h)

### Skispringen
- Jacques Charland
Normalschanze: 25. Platz (190,0)

- Lucien Laferté
Normalschanze: 41. Platz (162,5)